# Czołg saperski
Czołg saperski – rodzaj czołgu specjalnego przeznaczony do wykonywania różnych prac pod ogniem nieprzyjaciela.
Używany jest do: rozgradzania, oczyszczania przejść dla wozów bojowych przez strefę zapór i przeszkód czołgowych oraz przez pola minowe, zasypywania oraz łagodzenia profilów rowów przeciwczołgowych, niszczenia umocnień i zapór, torowania drogi przez zawały leśne, gruzy, okopywania bojowego sprzętu technicznego. 
Czołg saperski wyposażony jest w szeroki lemiesz, wyrzutnię elastycznych ładunków wydłużonych i materiałów wybuchowych, niektóre typy - w wielkokalibrowy moździerz przeznaczony głównie do niszczenia pól minowych, przeszkód i umocnień, wciągarkę dużej mocy, dźwig, manipulator, urządzenie do wiercenia otworów w ziemi, pojemniki do przewozu materiałów wybuchowych, oprzyrządowanie saperskie i remontowo-obsługowe.
Uzbrojenie stanowi głównie broń maszynowa.